# Puchar Europy Mistrzów Klubowych (1966/1967)
XII Puchar Europy Mistrzów Klubowych 1966/1967

(ang. European Champion Clubs’ Cup)

## Runda kwalifikacyjna
| Sliema Wanderers – CSKA Sofia 1:2 i 0:4 1 07.09 1966 0:1 Dimityr Jakimow 20, 0:2 Dimityr Jakimow 54k, 1:2 Joseph Cini 58 2 14.09 1966 0:1 Iwan Zafirow 37, Dimityr Jakimow 40k, Asparuch Nikodimow 55, Nikola Czanew 71 |
| Waterford – Vorwärts Berlin 1:6 i 0:6 1 31.08 1966 0:1 Jürgen Piepenburg 5, 0:2 Rainer Nachtigall 10, 0:3 Rainer Nachtigall 38, 0:4 Otto Frässdorf 62, 1:4 Michael Lynch 68, 1:5 Jürgen Piepenburg 79, 1:6 Jürgen Piepenburg 83 2 07.09 1966 0:1 Dieter Wruck 5, 0:2 Manfred Müller 22, 0:3 Jürgen Piepenburg 63, 0:4 Manfred Müller 71, 0:5 Jürgen Grossheim 78, 0:6 Jürgen Piepenburg 79 |

## I runda
| Celtic F.C. – FC Zürich 2:0 i 3:0 1 28.09 1966 1:0 Thomas Gemmell 61, 2:0 Joseph McBride 69 2 05.10 1966 1:0 Thomas Gemmell 22, 2:0 Stephen Chalmers 39, 3:0 Thomas Gemmell 48k |
| Knattspyrnufélag Reykjavíkur – FC Nantes 2:3 i 2:5 1 07.09 1966 0:1 Philippe Gondel 6, 0:2 Jacques Simon 10, 1:2 Ellert Schram 43k, 1:3 Philippe Gondel 62, 2:3 Ellert Schram 82 2 05.10 1966 0:1 Jean-Claude Suaudeau 8, 0:2 Jacques Simon 9, 0:3 Francis Magny 42, 1:3 Baldvin Baldvinsson 58, 1:4 Francis Magny 65, 1:5 Henry Michel 63, 2:5 Hordur Markan 77                      |
| Malmö FF – Atlético Madryt 0:2 i 1:3 1 28.09 1966 0:1 Jose Cardona 41, 0:2 Luis Aragonés 44 2 12.10 1966 0:1 Luis Aragonés 18, 1:1 Ingvar Svahn 23, 1:2 Jorge Mendonça 57, 1:3 Jose Urtiaga 66 |
| Admira Wiedeń – FK Vojvodina 0:1 i 0:0 1 07.09 1966 0:1 Stevan Sekeres 79 2 20.09 1966 |
| Liverpool – Petrolul Ploeszti 2:0 i 1:3, dod. 2:0 1 28.09 1966 1:0 Ian St. John 71, 2:0 Ian Callaghan 80 2 12.10 1966 0:1 Constantin Moldoveanu 36, 1:1 Roger Hunt 50, 1:2 Alexandru Boc 59, 1:3 Mircea Dridea 65 3 19.10 1966 1:0 Ian St. John 13, 2:0 Peter Thompson 43 (mecz w Brukseli)                                                                                           |
| AFC Ajax – Beşiktaş JK 2:0 i 2:1 1 28.09 1966 1:0 Piet Keizer 16, 2:0 Bennie Muller 85 2 05.10 1966 0:1 Karadogan Faruk 53, 1:1 Sjaak Swart 61, 2:1 Piet Keizer 89 |
| FC Haka – RSC Anderlecht 1:10 i 0:2 1 14.09 1966 1:0 Asko Mäkilä 5, 1:1 Paul Van Himst 6, 1:2 Paul Van Himst 12, 1:3 Johan Devrindt 16, 1:4, Paul Van Himst 26, 1:5 Wilfried Puis 31, 1:6 Jorge Cayuela 40, 1:7 Johan Devrindt 42, 1:8 Paul Van Himst 52, 1:9 Paul Van Himst 58, 1:10 Johan Devrindt 75 2 28.09 1966 0:1 Paul Van Himst 25, 0:2 Johan Devrindt 61                     |
| Esbjerg fB – Dukla Praga 0:2 i 0:4 1 28.09 1966 0:1 Břrge Enemark 63s, 0:2 Milan Dvorak 67 2 04.10 1966 0:1 Stanislav Strunc 17, 0:2 Josef Vacenovský 44, 0:3 Ivan Mráz 47, 0:4 Josef Vacenovský 57 |
| Aris Bonnevoie – Linfield Belfast 3:3 i 1:6 1 07.09 1966 1:0 Bertrand Heger 1, 1:1 Bryan Hamilton 33, 1;2 Phil Scott 48, 1:3 Sammy Samuel Pavis 58, 2:3 Nicolas Hoffmann 60, 3:3 Josy Kirchens 68 (mecz w Luksemburgu) 2 14.09 1966 0:1 Arthur Thomas 8, 0:2 Phil Scott 16, 0:3 Arthur Thomas 24, 0:4 Arthur Thomas 70, 0:5 Phil Scott 82, 0:6 Sammy Pavis 81, 1:6 Johny Schreiner 83 |
| Górnik Zabrze – Vorwärts Berlin 2:1 i 1:2, dod. 3:1 1 28.09 1966 1:0 Ernest Pol 38, 1:1 Otto Frassdorf 57, 2:1 Ernest Pol 71 2 12.10 1966 0:1 Jürgen Piepenburg 24, 0:2 Jürgen Nöldner 31, 1:2 Włodzimierz Lubański 38 3 26.10 1966 1:0 Włodzimierz Lubański 7, 2:0 Ernest Pol 22, 3:0 Włodzimierz Lubański 54, 3:1 Peter Kalinke 74 (mecz w Budapeszcie)                             |
| CSKA Sofia – Olympiakos SFP 3:1 i 0:1 1 28.09 1966 0:1 Aristidis Papazoglu 30, 1:1 Iwan Wasiliew 59, 2:1 Dimityr Penew 64, 3:1 Nikola Czanew 89 2 05.10 1966 0:1 Georgios Sideris 15k |
| TSV 1860 Monachium – Omonia Nikozja 8:0 i 2:1 1 20.09 1966 1:0 Friedhelm Konietzka 5, 2:0 Hans Küppers 8, 3:0 Friedhelm Konietzka 19, 4:0 Wilfried Kohlars 25, 5:0 Hans Küppers 35, 6:0 Friedhelm Konietzka 54, 7:0 Wilfried Kohlars 63, 8:0 Friedhelm Konietzka 78 2 25.09 1966 1:0 Wilfried Kohlars 33, 2:0 Rudolf Brunnenmeier 60k, 2:1 Andreas Haralampous 79 (mecz w Pocking)    |
| Vasas SC – Sporting CP 5:0 i 2:0 1 05.10 1966 1:0 Sandor Bakos 29, 2:0 Lajos Puskás 37, 3:0 Janos Farkas 52, 4:0 Janos Farkas 64, 5:0 Lajos Puskás 89 2 12.10 1966 1:0 Tibor Pal II 80, 2:0 Lajos Puskás 88 |
| Inter Mediolan – Torpedo Moskwa 1:0 i 0:0 1 28.09 1966 1:0 Walery Woronin 63s 2 12.10 1966 |
| Vålerenga Fotball – 17 Nëntori vo 17 Nëntori wycofał się |
| Wolny los: Real Madryt |

## II runda
| FC Nantes – Celtic F.C. 1:3 i 1:3 1 30.11 1966 1:0 Francis Magny 17, 1:1 Joseph McBride 25, 1:2 Robert Lennox 50, 1:3 Stephen Chalmers 66 2 07.12 1966 0:1 James Johnstone 15, 1:1 Gerard Georgin 43, 1:2 Stephen Chalmers 57, 1:3 Robert Lennox 78 |
| FK Vojvodina – Atlético Madryt 3:1 i 0:2, dod. 3:2 (dog) 1 16.11 1966 1:0 Silvester Takać 3, 1:1 Luis Aragones 55k, 2:1 Ilija Pantelić 74k, 3:1 Ivan Brzić 86 2 14.12 1966 0:1 Luis Aragones 33k, 0:2 Adelardo Rodriguez 43 3 21.12 1966 0:1 Adelardo Rodriguez 3, 0:2 Enrique Collar 6, 1:2 Silvester Takać 28, 2:2 Dimitrije Radović 65, 3:2 Silvester Takać 102 (mecz w Madrycie) |
| AFC Ajax – Liverpool 5:1 i 2:2 1 07.12 1966 1:0 Cees de Wolf 1, 2:0 Johan Cruijff 17, 3:0 Klaas Nuninga 38, 4:0 Klaas Nuninga 42, 5:0 Henk Groot 75, 5:1 Chris Lawler 89 2 14.12 1966 1:0 Johan Cruijff 49, 1:1 Roger Hunt 55, 2:1 Johan Cruijff 71, 2:2 Roger Hunt 86 |
| Dukla Praga – RSC Anderlecht 4:1 i 2:1 1 17.11 1966 0:1 Jan Mulder 16, 1:1 Josef Masopust 27, 2:1 Josef Nedorost 44, 3:1 Ivan Mráz 49, 4:1 Josef Nedorost 56 2 07.12 1966 1:0 Josef Nedorost 42, 1:1 Jan Mulder 59, 2:1 Ivan Mráz 69 |
| CSKA Sofia – Górnik Zabrze 4:0 i 0:3 1 23.11 1966 1:0 Dimityr Maraszlijew 31, 2:0 Dimityr Maraszlijew 44, 3:0 Nikola Czanew 71, 4:0 Iwan Wasiliew 89 2 07.12 1966 0:1 Zygfryd Szołtysik 1, 0:2 Ernest Pol 26, 0:3 Ernest Pol 44 |
| Vålerenga Fotball – Linfield Belfast 1:4 i 1:1 1 25.10 1966 1:0 Einar Bruno Larsen 8, 1:1 Phil Scott 23, 1:2 Sammy Pavis 25, 1:3 Arthur Thomas 27k, 1:4 Tommy Shields 33 2 08.11 1966 0:1 Arthur Thomas 20, 1:1 Thordvald Larsen 82 |
| TSV 1860 Monachium – Real Madryt 1:0 i 1:3 1 17.11 1966 1:0 Hans Küppers 39 2 30.11 1966 1:0 Rudolf Brunnenmeier 13, 1:1 Ramon Grosso 21, 1:2 Jose Luis Veloso 34, 1:3 Jose Martinez „Pirri” 52 |
| Inter Mediolan – Vasas SC 2:1 i 2:0 1 16.11 1966 1:0 Carlo Soldo 59, 1:1 Lajos Puskás 82, 2:1 Mario Corso 85 2 08.12 1966 1:0 Sandro Mazzola 40, 2:0 Sandro Mazzola 67 |

## 1/4 finału
| FK Vojvodina – Celtic F.C. 1:0 i 0:2 1 01.03 1967 1:0 Milan Stanić 70 2 08.03 1967 0:1 Stephen Chalmers 58, 0:2 William McNeill 90                                              |
| AFC Ajax – Dukla Praga 1:1 i 1:2 1 01.03 1967 1:0 Sjaak Swart 50, 1:1 Ivan Mráz 61 2 08.03 1967 1:0 Sjaak Swart 65, 1:1 Stanislav Strunc 72k, 1:2 Frits Soetekouw 87s           |
| Linfield Belfast – CSKA Sofia 2:2 i 0:1 1 01.03 1967 0:1 Wasyl Romanow 2, 1:1 Bryan Hamilton 40, 2:1 Tommy Shields 43, 2:2 Wasyl Romanow 63 2 15.03 1967 0:1 Dimityr Jakimow 54 |
| Inter Mediolan – Real Madryt 1:0 i 2:0 1 15.02 1967 1:0 Renato Cappellini 54 2 01.03 1967 1:0 Renato Cappellini 23, 2:0 Ignacio Zoco 57s                                        |

## 1/2 finału
| Celtic F.C. – Dukla Praga 3:1 i 0:0 1 12.04 1967 1:0 James Johnstone 27, 1:1 Stanislav Strunc 44, 2:1 William Wallace 59, 3:1 William Wallace 65 2 25.04 1967                                                                   |
| Inter Mediolan – CSKA Sofia 1:1 i 1:1, dod. 1:0 1 19.04 1967 1:0 Giacinto Facchetti 44, 1:1 Nikola Czanew 65 2 26.04 1967 1:0 Giacinto Facchetti 61, 1:1 Nikola Radlew 77 3 03.05 1967 1:0 Renato Capellini 12 (mecz w Bolonii) |

## Finał
| 25 maja 1967 Lizbona Estádio Naciónal (45 000) Celtic F.C. – Inter Mediolan 2:1 (0:1) Sędzia: Kurt Tschenscher (Niemcy) Bramki: 0:1 Sandro Mazzola 11k, 1:1 Thomas Gemmell 63, 2:1 Stephen Chalmers 84 The Celtic Football Club (trener John Stein): Ronald Simpson – James Craig, William McNeill (kapitan), Thomas Gemmell, Robert Murdoch, John Clark, James Johnstone, William Wallace, Stephen Chalmers, Robert Auld, Robert Lennox Football Club Internazionale Milano (trener Helenio Herrera): Giuliano Sarti – Tarcisio Burgnich, Aristide Guarneri, Giacinto Facchetti, Gianfranco Bedin, Armando Picchi (kapitan), Angelo Domenghini, Sandro Mazzola, Renato Cappellini, Mauro Bicicli, Mario Corso |